# Linia de cale ferată de mare viteză Wuhan–Guangzhou

Linia de cale ferată de mare viteză Wuhan–Guangzhou

Linia de cale ferată de mare viteză Wuhan–Guangzhou (chineză: 武广客运专线; tradițional: 武廣客運專線; pinyin: Wǔguǎng Kèyùn Zhuānxiàn) este o linie feroviară de mare viteză, lungă de 968 kilometri, operată de China Railway High-speed (CRH), și face legătura între Wuhan (Hubei) și Guangzhou (Guangdong), în Republica Populară Chineză. Este cel mai rapid serviciu de trenuri pe șine convenționale din lume, atingând viteza maximă de 350 de km/h și în medie 313 km/h. 